# Herman Ernest Güntzel
Herman Ernest Güntzel (ur. 1848  w Löbenitz, zm. 1 stycznia 1927 roku w Łodzi) – majster murarski, rzeźbiarz, właściciel prawdopodobnie najstarszego na terenie Łodzi zakładu sztukatorskiego, o nazwie "Stuck – und Putzgeschaft" działającego przy ul. Milsza 37 (obecnie ul. M. Kopernika).
Syn Gottlieba i Weroniki z Sanderów. Nie są znane szczegóły jego wykształcenia.
Własny zakład sztukatorski założył w 1877 r. i w czasie największego w Łodzi ruchu budowlanego w ostatniej ćwierci XIX w. nie mając konkurencji był wykonawcą większości wnętrz budowanych przez fabrykantów pałaców i ich elewacji. Często są one określane „Pałacami Ziemi Obiecanej”. Od 1912 r. do II wojny światowej firmą kierował jego syn Karol Walter (urodzony  9 grudnia 1879 r. w Łodzi, rzeźbiarz, przejął od ojca firmę 1 stycznia 1912 roku).
Brak zniszczonej w 1945 r. dokumentacji spowodował, że na wiele lat zapomniano o jego roli w ukształtowaniu łódzkiej substancji zabytkowej.
Wojciech Walczak ustalił (Opis domu przy Piotrkowskiej 236, maszynopis będący własnością Biura Badań i Dokumentacji Zabytków w Łodzi), że wykonał on w 1894 r. bogaty wystrój wnętrz domu farbiarza Augusta Härtiga – pałacu przy ul. Piotrkowskiej 236 (obecnie siedziba Towarzystwa Ubezpieczeniowego "Warta").
Pochowany prawdopodobnie na Starym Cmentarzu przy ul. Ogrodowej w Łodzi